# مارفن أنجولو
مارفن أنجولو (بالإسبانية: Marvin Angulo)‏ (30 سبتمبر 1986 في كوستاريكا - ) هو لاعب كرة قدم كوستاريكي في مركز الوسط. شارك مع منتخب كوستاريكا لكرة القدم. أما مع النوادي، فقد لعب مع ديبورتيفو سابريسا ونادي ملبورن فيكتوري وC.S. Uruguay de Coronado ‏ ونادي هيريديانو.

## روابط خارجية
- مارفن أنجولو على موقع قاعدة بيانات كرة القدم.إي يو (الإنجليزية)
- مارفن أنجولو على موقع ناشيونال فوتبول تيمز (الإنجليزية)
- مارفن أنجولو على موقع Soccerway.com (الإنجليزية)
- مارفن أنجولو على موقع عالم كرة القدم.نت (الإنجليزية)
- مارفن أنجولو على موقع AS.com (الإسبانية)